# Rua Primeiro de Maio
A Rua Primeiro de Maio, historicamente denominada Rua de São Sebastião é uma rua no centro histórico da Póvoa de Varzim, no Bairro da Matriz.
A Rua de São Sebastião ladeia, pelo Sul, o núcleo medieval da Póvoa de Varzim e liga a Praça do Almada ao Coelheiro. O topónimo primitivo derivava da antiga capela setecentista de evocação a S. Sebastião que existia ali na esquina com o antigo Largo de São Sebastião, hoje de Eça de Queiroz.
No º 12 funcionou a primeira escola com ensino secundário fora do edíficio da Câmara Municipal. A Escola Minerva, subsidiada pela Câmara, foi inaugurada em 4 de Julho de 1881 e ministrava instrução primária, comércio, línguas, ciências e belas artes. Dado a prosperidade económica da época, encerrou no ano seguinte, dando lugar ao Instituto Municipal da Póvoa de Varzim, instalado na parte superior do edíficio da câmara.